# Institut Internacional d'Estudis per a la Pau d'Estocolm
L'Institut Internacional d'Estudis per a la Pau d'Estocolm, conegut per les seves inicials SIPRI (corresponents a la denominació anglesa: Stockholm International Peace Research Institute) és un institut internacional independent dedicat a la investigació dels conflictes, armaments, el control d'armaments i el desarmament. Establert el 1966, el SIPRI proporciona dades, anàlisi i recomanacions, d'accés obert, a les instàncies normatives, investigadors, mitjans de comunicació i el públic interessat.
El 2009 era considerada un think tank que ocupava el tercer lloc a nivell mundial.